# Портрет Иды Рубинштейн
Портрет Иды Рубинштейн — картина русского живописца Валентина Серова, одна из его последних законченных работ, написанная в 1910 году в Париже.

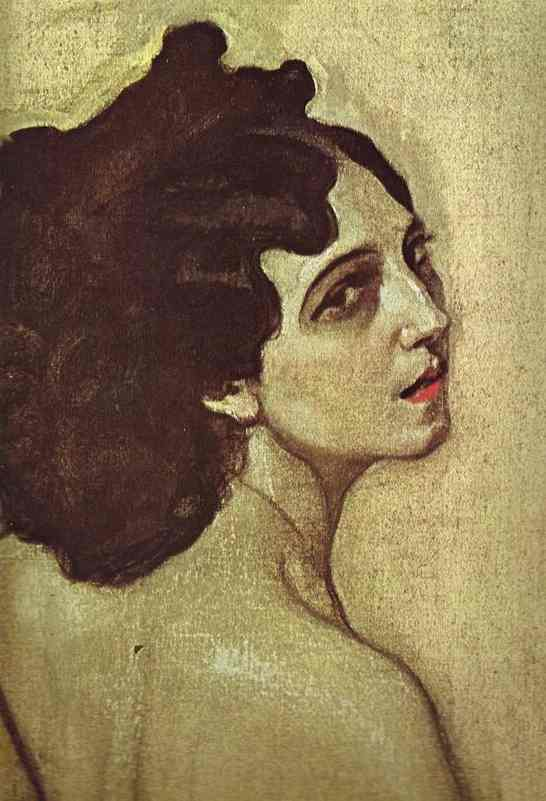
Фрагмент

В этом портрете нашла отражение тема «жизни напоказ», увлекавшей художника в поздний период творчества. На картине изображена Ида Рубинштейн — знаменитая танцовщица и актриса, чья жизнь проходила под пристальным вниманием публики. Серов увидел Рубинштейн на парижской сцене и нашёл в ней воплощение Древнего Востока. «Монументальность есть в каждом её движении, — восхищался художник, — просто оживший архаический барельеф». В портрете Серов использовал новые изобразительные средства, близкие к символизму.
В 1910 году в Париже Валентин Серов попросил Иду Рубинштейн позировать ему для портрета. Вскоре после создания работа была приобретена у автора и передана в собрание Русского музея, в 1911 году экспонировалась на московской выставке «Мира искусства» и на международной выставке в Риме. Картину встретили неоднозначно; учитель Серова, Илья Репин, не одобрил портрета.
Валентин Серов написал свою модель в одной плоскости с фоном, создав образ, напоминающий египетские фрески. Художник говорил о портрете, что его модель «смотрит в Египет». Ольга Валентиновна Серова, дочь живописца, писала в своих воспоминаниях:

«Ида Рубинштейн была совсем не так худа, как её изобразил папа, по-видимому, он сознательно её стилизовал».— О. В. Серова. / Воспоминания о моём отце, Валентине Александровиче Серове. Л. : Искусство, 1986, с. 152.